# Rimperterbach
Der Rimperterbach, auch Rumpeter Bach genannt, ist ein linker Zufluss der Ruwer bei Baldringen und Hentern in Rheinland-Pfalz, Deutschland.
Er entspringt auf etwa 432 m ü. NN, hat eine Länge von ungefähr 1,6 Kilometer und mündet auf rund 330 m ü. NN in die Ruwer.